# Le Grand Paysage d'Alexis Droeven
Pour plus de détails, voir Fiche technique et Distribution.
Le Grand Paysage d'Alexis Droeven est un film belge réalisé par Jean-Jacques Andrien, avec comme acteur Jerzy Radziwilowicz, Nicole Garcia et Maurice Garrel. 

## Synopsis
L’est de la Belgique, au pays de Herve, à quelques kilomètres de la commune des Fourons prise dans la violence des affrontements linguistiques, le monde agricole en période de mutation – s’industrialiser ou disparaître, s’adapter aux normes de la CEE ou se marginaliser –, voila pour le paysage historique. Le paysage affectif est tout aussi dramatique, c’est la mort du père. Ces événements tragiques vont peser en même temps dans la vie d’un jeune agriculteur. Va-t-il reprendre la ferme ou décider de s’exiler en ville, s’inventer une nouvelle vie loin de ces problèmes et ces conﬂits, quitter le grand paysage d’Alexis, le mort, comme lui suggère sa tante, la belle Nicole Garcia, avocate à Liège ?

## Fiche technique
- Réalisateur : Jean-Jacques Andrien
- Scénariste : Jean-Jacques Andrien
- Dialoguiste : Franck Venaille
- Directeur de la photo : Georges Barsky
- Ingénieur du son : Henri Morelle
- Monteur : Jean-François Naudon avec la collaboration d'Albert Jurgenson

## Distribution
- Jerzy Radziwilowicz : Jean-Pierre
- Nicole Garcia : Elisabeth
- Maurice Garrel : Alexis
- Jan Decleir : Jacob

## Récompenses et prix obtenus
- Mention spéciale du jury festival international du film de BERLIN 1981
- Grand prix du festival d'Aurillac 1982
- Grand prix annuel de la fédération française des ciné-clubs à Prades 1981
- Prix Cavens de l'UCC 1981

## Autour du film
Le film traite la difficulté de la transmission entre deux générations, celle d'Alexis, le père, et celle de Jean Pierre, son fils, dans une situation de crise sociale (autour de la politique agricole commune). Ce film a reçu notamment une mention spéciale au festival de Berlin en 1981, ainsi que le grand prix du festival d'Aurillac et le prix André-Cavens par l’Union de la critique de cinéma (UCC) en 1981.